# Comuna Norînți, Narodîci
Norînți (în ucraineană Норинцівська сільська рада) este o comună în raionul Narodîci, regiunea Jîtomîr, Ucraina, formată din satele Klocikî, Norînți (reședința), Orjiv și Savcenkî.

## Demografie
Componența lingvistică a comunei Norînți
     Ucraineană (96,36%)
     Rusă (2,35%)
     Alte limbi (1,18%)
Conform recensământului din 2001, majoritatea populației comunei Norînți era vorbitoare de ucraineană (96,36%), existând în minoritate și vorbitori de rusă (2,35%).